# 54. вечити дерби у фудбалу
54. вечити дерби у фудбалу је фудбалска утакмица одиграна у Београду 17. марта 1974. године, између Црвене звезде и Партизана. Утакмица се завршила резултатом 2 : 1 (1 : 1) за Партизан.